# Cuartel General de las Brigadas Internacionales

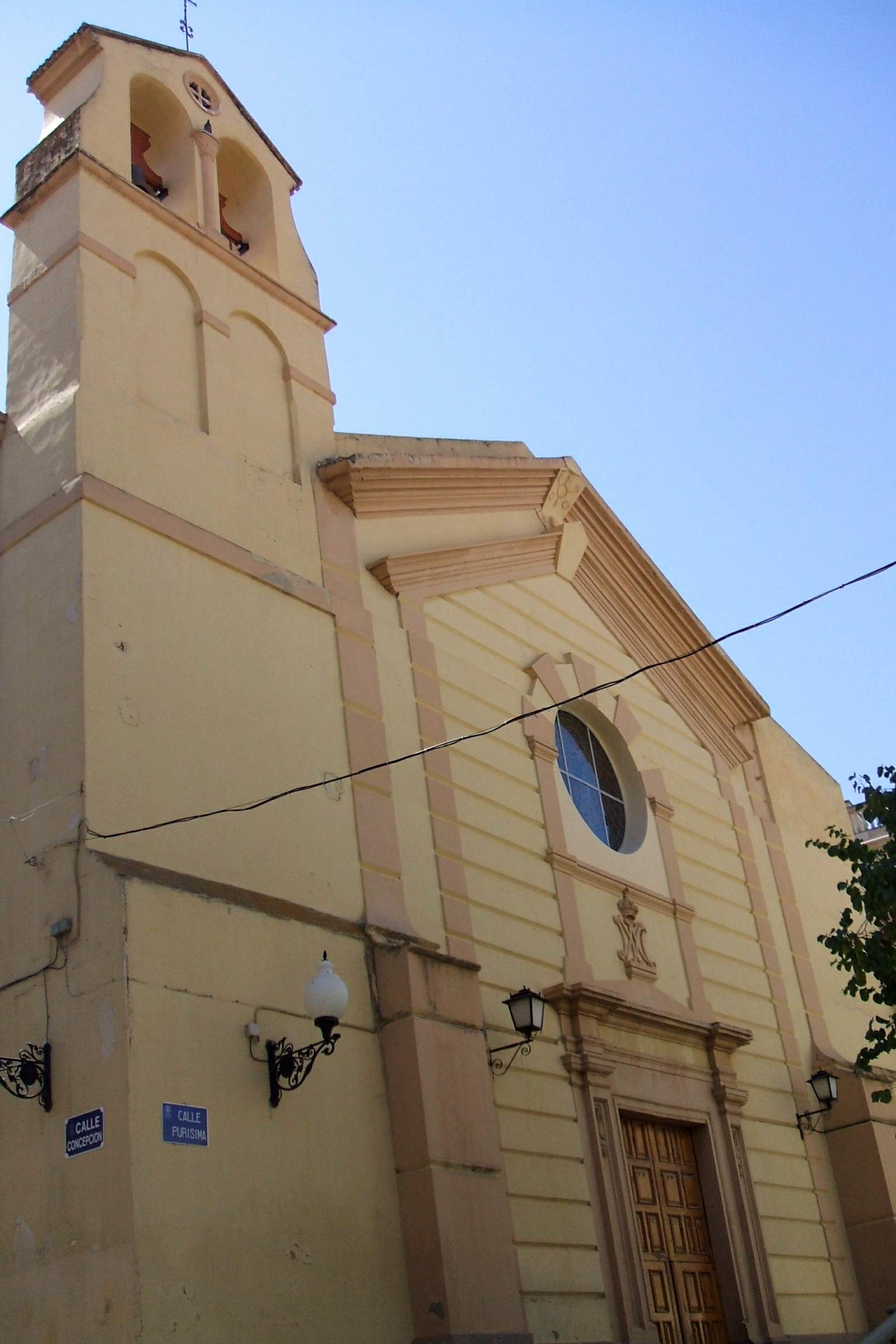
La iglesia de la Purísima Concepción de Albacete fue la sede central del Cuartel General de las Brigadas Internacionales.

El Cuartel General de las Brigadas Internacionales fue la sede central de las Brigadas Internacionales, ubicada en la ciudad española de Albacete.

## Historia
La capital de Albacete y su entorno fueron elegidos por el mando de la Segunda República Española para albergar el Cuartel General de las Brigadas Internacionales debido a su situación, alejada de los frentes de guerra, por ser un importante nudo de comunicaciones y en el ámbito castrense para la formación de nuevas unidades mixtas del Ejército Popular.
La gran cantidad de brigadistas que llegaron a la ciudad manchega y el elevado número de infraestructuras que requerían provocaron numerosos problemas de organización en su fase inicial de implantación en la capital manchega.

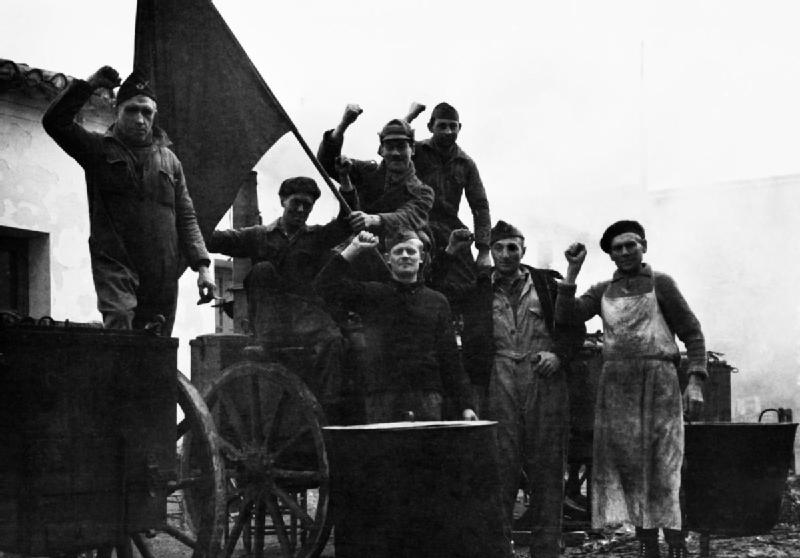
Miembros de las Brigadas Internacionales en la cocina británica de Albacete levantando los puños

Numerosos edificios fueron incautados para albergar las infraestructuras propias de las Brigadas Internacionales. Así, por ejemplo, la iglesia de la Purísima Concepción se convirtió en la sede central del Cuartel General de las Brigadas Internacionales, y el convento de las dominicas acogió la jefatura; el Estado Mayor se emplazó en el edificio del Banco de España en Albacete, y el comité militar se desplazó a las afueras de la ciudad. Asimismo, varios hoteles, la plaza de toros o el Recinto Ferial de Albacete se habilitaron como dependencias y cuartel de la Guardia Republicana.
Las Brigadas Internacionales llegaban a Albacete desde Francia por dos vías, la marítima, a través del puerto de Marsella, y la terrestre, desde Perpiñán. Los primeros 500 brigadistas, procedentes de diversos países, llegaron a Albacete la madrugada del 14 de octubre de 1936.

## Dirección

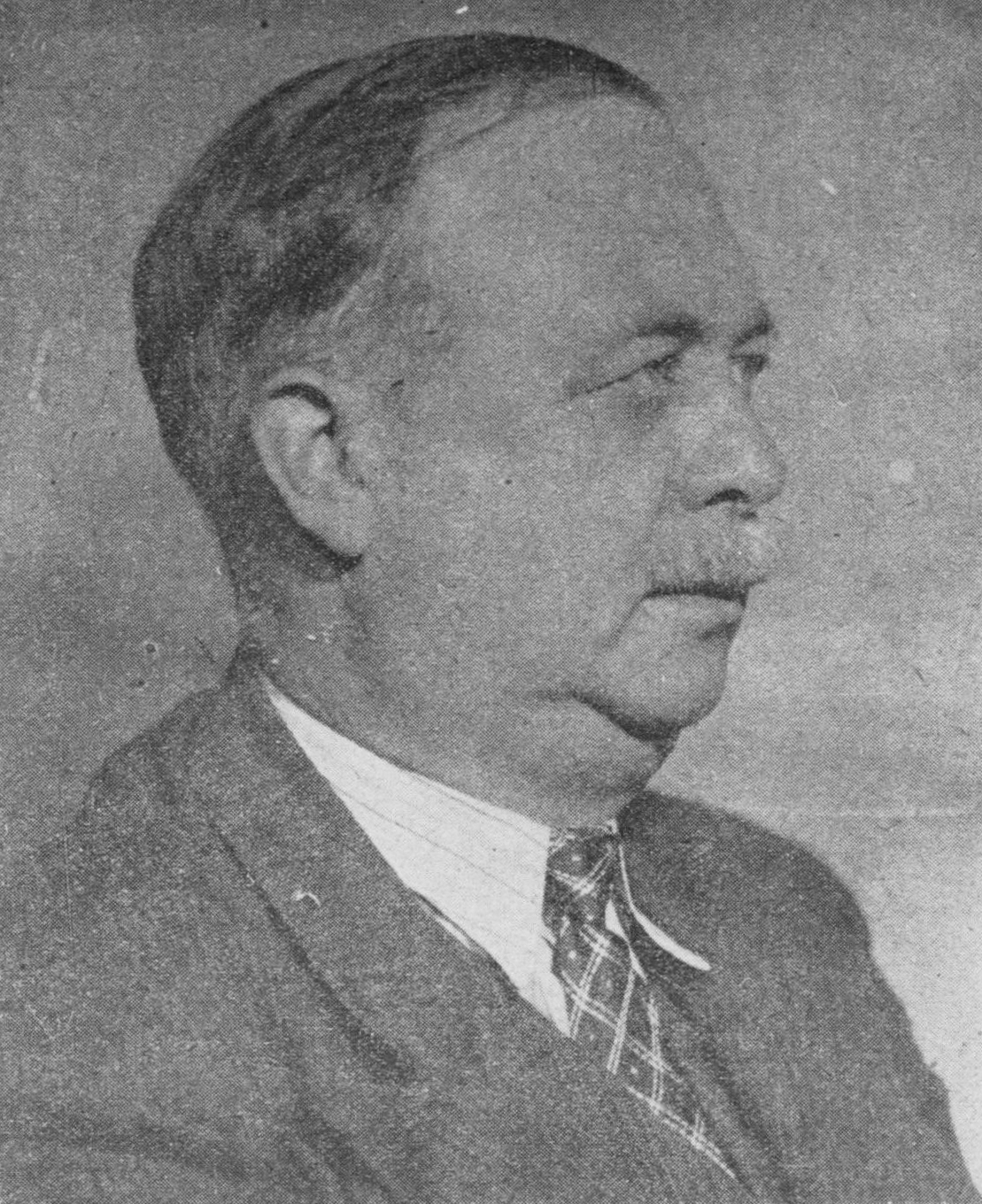
El inspector general de las Brigadas Internacionales, André Marty, recibió el apodo de «el carnicero de Albacete» por el fusilamiento de civiles y brigadistas.

Al mando de las Brigadas Internacionales en Albacete estaba el dirigente del Partido Comunista Francés, André Marty. La Internacional Comunista encargó al marino francés la organización del dispositivo para la instalación y puesta en funcionamiento de la estructura operativa y militar en la capital albaceteña.